# San Marino CEPU Open 2005
Il San Marino CEPU Open 2005 è stato un torneo di tennis facente parte della categoria ATP Challenger Series nell'ambito dell'ATP Challenger Series 2005. Il torneo si è giocato a San Marino nella Repubblica di San Marino dall'8 al 14 agosto 2005 su campi in terra rossa.

## Vincitori

### Singolare
Juan Antonio Marín ha battuto in finale  Saša Tuksar con il punteggio di 6–2, 6–4.

### Doppio
Lukáš Dlouhý /  David Škoch hanno battuto in finale  Jeff Coetzee /  Chris Haggard con il punteggio di 3–6, 6–4, 6–3.